# Communauté de communes Yvetot Normandie
Die Communauté de communes Yvetot Normandie ist ein französischer Gemeindeverband mit der Rechtsform einer Communauté de communes im Département Seine-Maritime in der Region Normandie. Sie wurde am 31. Dezember 2001 gegründet und umfasst 19 Gemeinden (Stand: 1. Januar 2019). Der Verwaltungssitz befindet sich im Ort Yvetot.

## Historische Entwicklung
Der Gemeindeverband startete im Januar 2002 mit 14 Gemeinden. Am 1. Januar 2017 kamen sechs weitere Gemeinden hinzu: Saint Martin de l’If, Carville-la-Folletière, Croix-Mare, Écalles-Alix und Mesnil-Panneville aus der Communauté de communes du Plateau Vert und Rocquefort aus der Communauté de communes Cœur de Caux.
Mit Wirkung vom 1. Januar 2019 gingen die ehemaligen Gemeinden Autretot und Veauville-lès-Baons in die Commune nouvelle Les Hauts-de-Caux auf. Dadurch verringerte sich die Anzahl der Mitgliedsgemeinden auf 19.
Seit dem 1. Januar 2019 hat sich der frühere Name des Gemeindeverbands Communauté de communes de la Région d’Yvetot auf den aktuellen Namen geändert.

## Mitgliedsgemeinden
| Gemeinde                                | Einwohner 1. Januar 2022 | Fläche km² | Dichte Einw./km² | Code INSEE | Postleitzahl |
| --------------------------------------- | ------------------------ | ---------- | ---------------- | ---------- | ------------ |
| Allouville-Bellefosse                   | 1.147                    | 14,66      | 78               | 76001      | 76190        |
| Auzebosc                                | 1.120                    | 4,76       | 235              | 76043      | 76190        |
| Baons-le-Comte                          | 336                      | 5,38       | 62               | 76055      | 76190        |
| Bois-Himont                             | 447                      | 5,84       | 77               | 76110      | 76190        |
| Carville-la-Folletière                  | 419                      | 4,36       | 96               | 76160      | 76190        |
| Croix-Mare                              | 713                      | 8,64       | 83               | 76203      | 76190        |
| Écalles-Alix                            | 547                      | 7,10       | 77               | 76223      | 76190        |
| Écretteville-lès-Baons                  | 352                      | 9,39       | 37               | 76225      | 76190        |
| Hautot-le-Vatois                        | 334                      | 6,07       | 55               | 76347      | 76190        |
| Hautot-Saint-Sulpice                    | 691                      | 8,53       | 81               | 76348      | 76190        |
| Les Hauts-de-Caux                       | 1.342                    | 11,76      | 114              | 76041      | 76190        |
| Mesnil-Panneville                       | 764                      | 11,87      | 64               | 76433      | 76570        |
| Rocquefort                              | 322                      | 5,36       | 60               | 76531      | 76640        |
| Saint Martin de l’If                    | 1.734                    | 22,92      | 76               | 76289      | 76190        |
| Saint-Clair-sur-les-Monts               | 646                      | 4,07       | 159              | 76568      | 76190        |
| Sainte-Marie-des-Champs                 | 1.583                    | 4,11       | 385              | 76610      | 76190        |
| Touffreville-la-Corbeline               | 839                      | 12,59      | 67               | 76702      | 76190        |
| Valliquerville                          | 1.464                    | 13,39      | 109              | 76718      | 76190        |
| Yvetot                                  | 11.548                   | 7,47       | 1.546            | 76758      | 76190        |
| Communauté de communes Yvetot Normandie | 26.348                   | 168,27     | 157              | –          | –            |